# 阿尔福斯德圣加德亚
阿尔福斯德圣加德亚，是西班牙卡斯蒂利亚-莱昂布尔戈斯省的一个市镇。总面积35平方公里，总人口142人（2001年），人口密度4人/平方公里。